# Corel
Corel Corporation är ett kanadensiskt programvaruföretag som grundades 1985 av Michael Cowpland. Corel står för COwpland REsearch Laboratory. Företaget utvecklar mjukvara inom en rad områden och är framförallt fokuserade på grafik-, multimedia- och kontorsprogram.

## Program från Corel i urval
- Cool 3D
- Coreldraw Graphics suite (Coreldraw, Photo-paint, Powertrace m.m.)
- Designer
- DVD Copy
- DVD Moviefactory
- DVD Workshop
- Igrafx flowcharter
- Igrafx process
- KPT
- LinDVD
- Mediaone
- Mediastudio
- Painter
- Paint shop pro photo
- Photo album
- Photoimpact
- Videostudio
- Ventura
- Visual intelligence
- Winzip
- WinDVD
- Wordperfect Lightning
- Wordperfect Office (Wordperfect, Quattro Pro, Presentations, Paradox)

## Uppköp av andra bolag och programvara
- 1996 köpte Corel WordPerfect, Quattro Pro och Presentations från det amerikanska mjukvaruföretaget Novell Inc.
- 2000 köpte Corel Painter, Kai's Power Tools/Vector Effects och Bryce från det amerikanska mjukvaruföretaget MetaCreations Corp.
- 2001 köpte Corel det amerikanska mjukvaruföretaget Micrografx Inc.
- 2004 köpte Corel det amerikanska mjukvaruföretaget JASC Software
- 2006 köpte Corel det amerikanska mjukvaruföretaget WinZip Computing och de taiwanesiska mjukvaruföretagen InterVideo och Ulead
- 2012 köpte Corel varumärket Roxio och dess program från det amerikanska mjukvaruföretaget Rovi Corporation
- 2012 köpte Corel varumärket Pinnacle och dess program från det amerikanska teknikföretaget Avid Technology